# Ímán Helíf
Ímán Helíf (arabul: إيمان خليف, ʾĪmān Khalīf, kiejtése: [ʔiːˈmaːn xaˈliːf] (Aïn Sidi Ali, 1999. május 2. –) olimpiai bajnok algériai ökölvívó, részt vett a 2020-as tokiói és a 2024-es párizsi olimpián.

## Pályafutása
A 2018-as AIBA női ökölvívó-világbajnokságon Helíf a 17. helyen végzett a női könnyűsúlyban, miután az első fordulóban Karina Ibragimova ellen kikapott. A 2019-es AIBA női ökölvívó-világbajnokságon a 33. helyen végzett a női könnyűsúlyban, miután az első fordulóban Natalia Shadrina ellen kiesett. 2021 márciusában aranyérmet nyert az isztambuli Boszporusz Nemzetközi ökölvívótornán, a női könnyűsúlyban Anastasia Belyakova legyőzésével.
A 2021 nyarán rendezett tokiói olimpián a női könnyűsúlyban az 5. helyen végzett. A negyeddöntőben a későbbi győztes, ír Kellie Harringtontól kapott ki pontozással 5–0-ra.
2022-ben az isztambuli világbajnokságon ezüstérmes lett a súlycsoportjában.
A 2024-es nyári olimpián a női ökölvívás 66 kg-os versenyszámának nyolcaddöntőjében az olasz Angela Carini volt az ellenfele, aki mindössze 46 másodperc után feladta ellene a versenyt.
A negyeddöntőben a magyar Hámori Lucával mérkőzött meg, akit pontozással győzött le. A döntőben egyhangúpontozással győzte le kínai ellenfelét, így olimpiai bajnoki címet szerzett.

### Kérdések a személye körül
Bár a 2022-es isztambuli világbajnokságon versenyzett, de a 2023-as újdelhi világbajnokságról az orosz vezetésű IBA kizárta, a korábbi hírek szerint mert túl magas volt a tesztoszteronszintje, és az elvégzett tesztek szerint XY kromoszómái vannak, de ezeknek a kijelentéseknek a hitelessége később megkérdőjeleződött. A kérdésben 2024. július 31-én az IBA egy közleményt is kiadott, amelyben kifejezetten cáfolják, hogy a kérdéses teszt tesztoszteron-vizsgálat lett volna („the athletes did not undergo a testosterone examination”).
Mivel a Nemzetközi Olimpiai Bizottság (NOB) felfüggesztette a Nemzetközi Ökölvívó-szövetséget (IBA), és a 2020-as (melyet 2021-ben rendeztek meg), illetve a 2024-es olimpiai ökölvívótornák rendezései jogát is elvette tőlük, így az olimpiai ökölvívóversenyek a NOB irányítása alá kerültek. A NOB az IBA-tól eltérő szabályok alapján engedélyezte Helíf számára a párizsi indulást, de miután a 2024-es nyári olimpián a női ökölvívás 66 kg-os versenyszámának nyolcaddöntőjében az olasz Angela Carini mindössze 46 másodperc után feladta ellene a versenyt, Helíf a nemzetközi sajtó figyelmének középpontjába került.
Bár a NOB megerősítette, hogy Helíf megfelel az eseményhez szükséges valamennyi jogosultsági és orvosi előírásnak, de a Magyar Olimpia Bizottság szerint sérült a versenyzők esélyegyenlőséghez és tisztességes versenyhez való joga, ezért Gyulay Zsolt MOB-elnök egyeztetést kezdeményezett a Nemzetközi Olimpiai Bizottság sportigazgatójával. Schmitt Pál (a Magyar Olimpiai Bizottság korábbi elnöke, a Nemzetközi Olimpiai Bizottság korábbi alelnöke) véleménye szerint viszont Helíf jogosan versenyez a női mezőnyben.
Hámori Luca korábban úgy vélekedett Helífról, hogy „ha valaki a földön megengedte neki, hogy itt legyen, akkor valahogy be lett bizonyítva, hogy ő lány”. Később Facebookon azt írta, hogy „én sem tartom fair-nek azt, hogy ez a versenyző a nők között indulhat”, egy TikTok-videóban férfiként is hivatkozott Helífra, Instagram Stories-ban pedig közzétett egy megjegyzést, amelyben Helífot „keveréknek” nevezi. Az Algériai Olimpiai Bizottság panaszt nyújtott be a Nemzetközi Olimpiai Bizottsághoz a közösségi médiában megjelent bejegyzések miatt, Hámori pedig később törölte korábbi kritikus posztjait. A mérkőzésük után úgy nyilatkozott, hogy „az ellenfelemre sem lehet mondani egyetlen rossz szót sem”.
Az biztosnak látszik, hogy Helíf útlevelében női nem szerepel, és mivel Algériában a jogi nem megváltoztatását a törvény tiltja, a nemátalakító műtéteket pedig üldözik is, így az is biztosnak tekinthető, hogy már a születési dokumentumaiban is ennek kellett szerepelnie.